# Geist der Neuzeit
Geist der Neuzeit (GdN) ist das 1935 erschienene letzte große Werk des bereits 80-jährigen Ferdinand Tönnies (1855–1936). In ihm unternimmt der Begründer der Soziologie in Deutschland es, den entscheidenden Umbruch vom europäischen Mittelalter zur weltumspannenden Neuzeit soziologisch-begrifflich zu bestimmen und im Einzelnen zu erschließen. Genau genommen ist es der allgemeine, theoretische erste Teil eines zweiteilig geplanten Werkes. Band II sollte exemplarische Einzeluntersuchungen vorlegen; jedoch wurde vermutet, dessen Manuskript sei im Zuge der Verfolgung Tönnies’ und seiner Schüler durch die Nationalsozialisten verloren gegangen.
Nach jahrelanger Recherche entdeckte der damalige Wissenschaftliche Referent der Ferdinand-Tönnies-Gesellschaft, Uwe Carstens, 2013 die verschollenen GdN-Teile II, III und IV im Bundesarchiv. Sie wurden im Zuge der Ferdinand Tönnies Gesamtausgabe im Juli 2016 als Band 22/2 veröffentlicht.

## Ziel des Werkes
Der „Geist der Neuzeit“ ist von Tönnies vermutlich schon in den 1880er Jahren ins Auge gefasst worden, so dass es sein Grundlagenwerk der „reinen Soziologie“, Gemeinschaft und Gesellschaft (GuG) von 1887, flankiert hätte. GuG hatte die Aufgabe gehabt, das Fach der Soziologie axiomatisch zu fundieren und seinen Erkenntnisgegenstand – die Antwort auf die Frage, warum Menschen einander bejahen – begrifflich unverwechselbar fest zu legen; GdN aber sollte – als „angewandte Soziologie“ – die gewonnenen Begriffe deduktiv auf einen konkreten und zentralen gesellschaftlichen Prozess anwenden, nämlich auf die Entstehung der Moderne.

## Lage des Autors
Immer wieder von anderen Arbeitsvorhaben, am nachhaltigsten kurz vor der Niederschrift vom Ersten Weltkrieg aufgehalten, hat Tönnies dies Vorhaben nie ganz aufgegeben und allerdings erst 1935 auf Drängen seiner Schüler mit deren redaktioneller Hilfe seine Vorstudien zu diesem Werk vereinigt.

## Inhaltliches Vorgehen
Tönnies geht in sechs Schritten vor:
1. Der erste Abschnitt (§§ 1–12) ist begrifflich (was sind „Antike“, „Mittelalter“ oder „Neuzeit“?). Nach Tönnies hat die Antike (vergleichend gesehen) ihr eigenes ‚Mittelalter‘ und ihre eigene ‚Neuzeit‘ gehabt.
2. Zweiter Abschnitt (§§ 13–35): Tönnies sieht den wesentlichen mentalen Unterschied zwischen Mittelalter und Neuzeit darin, dass die mittelalterlich geprägten Menschen alle sozialen Verbände als Einrichtungen begriffen hätten, zu deren Zweck der Einzelne als deren Mittel da sei. Dies habe ihnen erlaubt, einander sozial zu bejahen. In Tönnies’ Begriffen betrachteten sie alle sozialen Kollektive (Samtschaften, soziale Verbände usf. – sogar Geschäftsunternehmen) als „Gemeinschaften“. Diese Weltauffassung sei zunächst nur langsam (evolutionär) geschwunden, währenddessen sich zunächst der Individualismus, die Zeit der „großen Persönlichkeiten“, auszubilden vermochte.
3. Dritter Abschnitt (§§ 36–51): Revolutionär habe dann die Neuzeit eingesetzt: Nunmehr betrachteten die Menschen sich selber als Zweck, sie hätten immer stärker alle Kollektive als bloße Mittel dafür angesehen, und zwar vor allem im ökonomischen, dann aber auch im politischen und mentalen Gebiet. Auch dies habe ihnen erlaubt, einander zu bejahen, jetzt aber betrachten sie alle Kollektive (bis hin zur Familie) als „Gesellschaften“.
4. Vierter Abschnitt (§§ 52–57): Über den Fernhandel globalisiert sich der Geist der Neuzeit.
5. Fünfter Abschnitt (§§ 58–72): Hier entwickelt Tönnies die „bewegenden Kräfte der sozialen Entwicklung“ – die natürlichen, dann die sozialen – erst schlechthin, dann insbesondere für die Neuzeit, zuletzt in ihrer geistigen Ausprägung.
6. Abschließend (§§ 71–82) prüft Tönnies die Beziehungen zwischen dem wirtschaftlichen, dem politischen und dem geistig-moralischen Leben, hebt Wechselwirkungen hervor und ufert bei der „soziologischen Auffassung der Geschichte“.

Der historische Ursprung des modernen Kapitalismus liege damit nicht in der Produktion, sondern in der Ausweitung des Handels, was zur Auflösung der mittelalterlichen Lebens- und Arbeits-Gemeinschaften und zur Neuorganisation und Vergesellschaftung der Arbeit geführt habe. Dass eine durchgehend von „gesellschaftlich“ geprägten Auffassungen sozialer Vergesellung (Bejahung) geprägte „Neuzeit“ in wenigen Jahrhunderten ihr Ende nehmen werde, sieht Tönnies voraus. Um seine Schlusssätze zu zitieren, geschrieben unter der nationalsozialistischen Diktatur: Demgegenüber muß der wahre Soziologe um so unbedingter und entschiedener die Partei der Wissenschaft nehmen, welche auch immer ihre Wirkungen seien; auch wenn man nicht nur zugesteht, sondern positiv darauf besteht, daß die Macht der Wissenschaft vorzugsweise dem absteigenden Ast einer sozialen Gesamtentwicklung angehöre, denn auch der Abstieg ist naturnotwendig, also gesetzlich bedingt, und es ist noch kein Grund, die Vermutung aufzugeben, daß er immer die unerläßliche Bedingung eines neuen Aufstiegs und Fortschrittes, also unter Umständen einer neuen großen Kulturepoche sei. Diese Zuversicht ist vielmehr in der Einsicht der allgemeinen Bedingungen menschlicher Entwicklung begründet.

## Wirkung
Da Tönnies seit 1933 im Deutschen Reich wissenschaftlich eigentlich gar nicht mehr publizieren konnte, war es ein besonderer Glücksfall, dass ein Antiquar und Kleinverleger wie Hans Buske in Leipzig es wagte, das Buch des von den Nazis entlassenen Professors Tönnies zu veröffentlichen. Wirkungsgeschichtlich war dies aber auch ein Unglück, dass gerade diese bedeutende Studie Tönnies’ 1935 von den wenigsten Bibliotheken angeschafft wurde, fast völlig unter Ausschluss der Öffentlichkeit erschien und nicht rezensiert wurde. Erst 1971 schloss die eingehende Studie von Georg Jacoby zur „modernen Gesellschaft“ diese Rezeptionslücke. Seit 1998 steht der „Geist der Neuzeit“ nunmehr im Rahmen der kritischen Gesamtausgabe der Wissenschaft zur Verfügung.

## Kritische Ausgabe
- Ferdinand Tönnies, Gesamtausgabe Band 22. 1932–1936. Geist der Neuzeit • Schriften • Rezensionen, hgg. v. Lars Clausen, Walter de Gruyter, Berlin/New York 1998, S. 3–223, 518–520.
- Ferdinand Tönnies, Gesamtausgabe Band 22,2. 1932–1936. Geist der Neuzeit, Teil II, III und IV, hgg. v. Bärbel Carstens und Uwe Carstens, Verlag Walter de Gruyter, Berlin/New York 2016.